# 唐恵民
唐 恵民（とう けいみん）は中華民国の特務・軍人。旧名は瑞麟。

## 事跡
1923年（民国12年）、江蘇省立第一師範学校卒業。1928年（民国17年）、淞滬警備司令部少校参謀に任命され、1932年（民国21年）、上海で『社会新聞』の編集者となった。このとき、李士群、丁黙邨と同僚になっている。
1938年（民国27年）、上海に潜入し、汪兆銘（汪精衛）の配下となる。以後、特工総部副主任、特工総部南京区区長を歴任した。しかし、後に蔣介石派の中国国民党中央執行委員会調査統計局（中統）の特務と連絡を取り合っていたことが発覚したため、上海の新亜酒店に軟禁された。その後の消息は不明である。